# Umberto Tirelli
Umberto Tirelli (Gualtieri, 28 maggio 1928 – Roma, 26 dicembre 1990) è stato un costumista italiano.

## Biografia
Umberto Tirelli è nato a Gualtieri, cittadina in Provincia di Reggio Emilia in prossimità del fiume Po. È stato un sarto italiano, costumista e designer, storico del costume e collezionista.
Era il più vecchio di quattro fratelli e ha trascorso la sua giovinezza imbottigliando vino con il padre, un commerciante di vino e di cereali. Da ragazzo gli sarebbe piaciuto diventare un insegnante, ma presto cambiò idea e all'età di sedici anni frequentando la casa di Luigi Bigi, un sarto che viveva nella sua stessa città, scoprì di avere un debole per l'abbigliamento. Nel 1952 Giorgio Sarassi, che con l'aiuto di Bigi aveva fatto fortuna nel commercio di tessuti per l'alta moda, gli trovò un lavoro a Milano come ragazzo di consegna e visual designer in un negozio di tessuti in via Montenapoleone; visse quel periodo risparmiando denaro e arrangiandosi per "sopravvivere perché la paga era minima", come ricordò nella autobiografia Vestire i sogni (scritta insieme a Guido Vergani per la casa editrice Feltrinelli).
Nel 1955, all'età di 27 incontrò Pia Rame e Carlo Mezzadri, titolari della Sartoria d'arte Finzi: costumi per il teatro, che gli offrirono la possibilità di provare in quel settore. Lì incontrò Lila De Nobili che stava facendo i costumi per Maria Callas nella Traviata di Luchino Visconti in scena alla Scala nel 1955. Quindi incontrò Luchino Visconti e Piero Tosi, anche lui più volte costumista di Visconti, per i film Il Gattopardo e Morte a Venezia, per il quale fu candidato agli Academy Awards. Realizzò i costumi per il coro femminile della Traviata.
Prima della sua morte lavorò anche sui costumi di un'altra versione della Traviata, diretta da Riccardo Muti con i costumi di Gabriella Pescucci.
Trasferitosi a Roma, lavorò nella Safas Sartoria per le sorelle Emma e Gita Maggioni fino al 1964, per poi mettersi in proprio, dopo avere bene imparato il mestiere, e dare vita alla Sartoria artigiana Tirelli. Grazie a Gino Carlo Sensani sviluppò la passione per la storia del costume e degli accessori; iniziò a conservare e collezionare costumi di svariate epoche, fino a diventare un filologo della moda. 
Definiva se stesso "un archeologo della moda". Era infatti solito dire che faceva "spedizioni archeologiche" ogni volta che comprava un costume per arricchire la propria collezione, utilizzata negli anni sia per il cinema sia per il teatro.
Desiderava che la maggior parte dei costumi dei film fossero autentici, per rendere i movimenti degli attori più pesanti, quindi più realistici.
Lavorò con grandi costumisti teatrali della seconda metà del ventesimo secolo, come: Lila De Nobili, Piero Tosi, Pierluigi Pizzi, Luciano Damiani, Danilo Donati, Gabriella Pescucci, Vera Marzot, Gitt Magrini, Ezio Frigerio, Milena Canonero, Marcel Escoffier e Maurizio Monteverde. Ha lavorato oltre che per Visconti, per Giorgio Strehler, Luca Ronconi, Milos Forman, Jean Cocteau, Giacomo Manzu', Mino Maccari, Giorgio De Chirico, Piero Tosi, Danilo Donati, Pier Luigi Pizzi e Gae Aulenti. Il suo contributo è stato fondamentale per la cultura del costume, la filologia della moda, il recupero di antiche tecniche, la ricerca e il ritrovamento di abiti autentici trovati anche tra gli stracci dei mercatini delle pulci. 
Possedeva una collezione di 15.000 pezzi databili tra il XVII secolo fino ai giorni nostri di Chanel e Christian Dior. 
Nel 1968 arrivò il "movimento anti - moda", con il boom della street-style e Tirelli stesso disse: " forse c'è l'intelligenza, ma la vera moda, la ricerca e la creatività, appartengono al passato ". 
Negli anni settanta acquistò il patrimonio creativo di Maria Monaci Gallenga fra cui più di settemila stampi per tessuti e il brevetto per riprodurli. Grazie alla sua collaborazione con le sorelle Fendi, negli anni ’80, il marchio produrrà delle borse da sera in velluto stampato, utilizzando proprio gli stampi originali della Gallenga.
Nel 1986 donò 100 abiti autentici e 100 costumi teatrali alla Galleria del Costume di Palazzo Pitti a Firenze. Dopo la morte la sartoria è gestita da Dino Trappetti.